# Scaphyglottis reflexa
Scaphyglottis reflexa es una especie de orquídea de la familia Orchidaceae.

## Hábitat
Encontrado en Colombia, Ecuador, Bolivia y Brasil en los bosques tropicales húmedos en elevaciones de 220 a 1900 m s. n. m.

## Descripción
Es una planta de tamaño mediano, erecta o colgante cada vez más, desea climas cálidos y son epífitas con una sola hoja, el tallo tiene una corta inflorescencia con una sola flor  próxima a la coyuntura de tallo, florece al final de la primavera.

## Taxonomía
Scaphyglottis reflexa fue descrita por John Lindley   y publicado en Edwards's Botanical Register 25: misc. 20. 1839.
Etimología
Scaphyglottis: nombre genérico que proviene de griego skaphe, "cóncavo o hueco", y glotta = "lengua", refiriéndose al formato del labio de sus flores.
reflexa: epíteto latíno que significa "doblada".
Sinonimia
- Fractiunguis brasiliensis Schltr. 1922
- Fractiunguis reflexa (Lindl.) Schltr. 1922
- Hexisea reflexa (Lindl.) Rchb.f. ex Griseb. 1864
- Hexisea reflexa Rchb.f. 1877
- Reichenbachanthus emarginatus Garay 1972
- Reichenbachanthus modestus Barb.Rodr. 1882
- Reichenbachanthus reflexus
- Scaphyglottis brasiliensis (Schltr.) Dressler 2004
- Scaphyglottis emarginata (Garay) Dressler 2004
- Scaphyglottis reflexa Lindl. 1839[5][6][7]